# Sperietoare de ciori

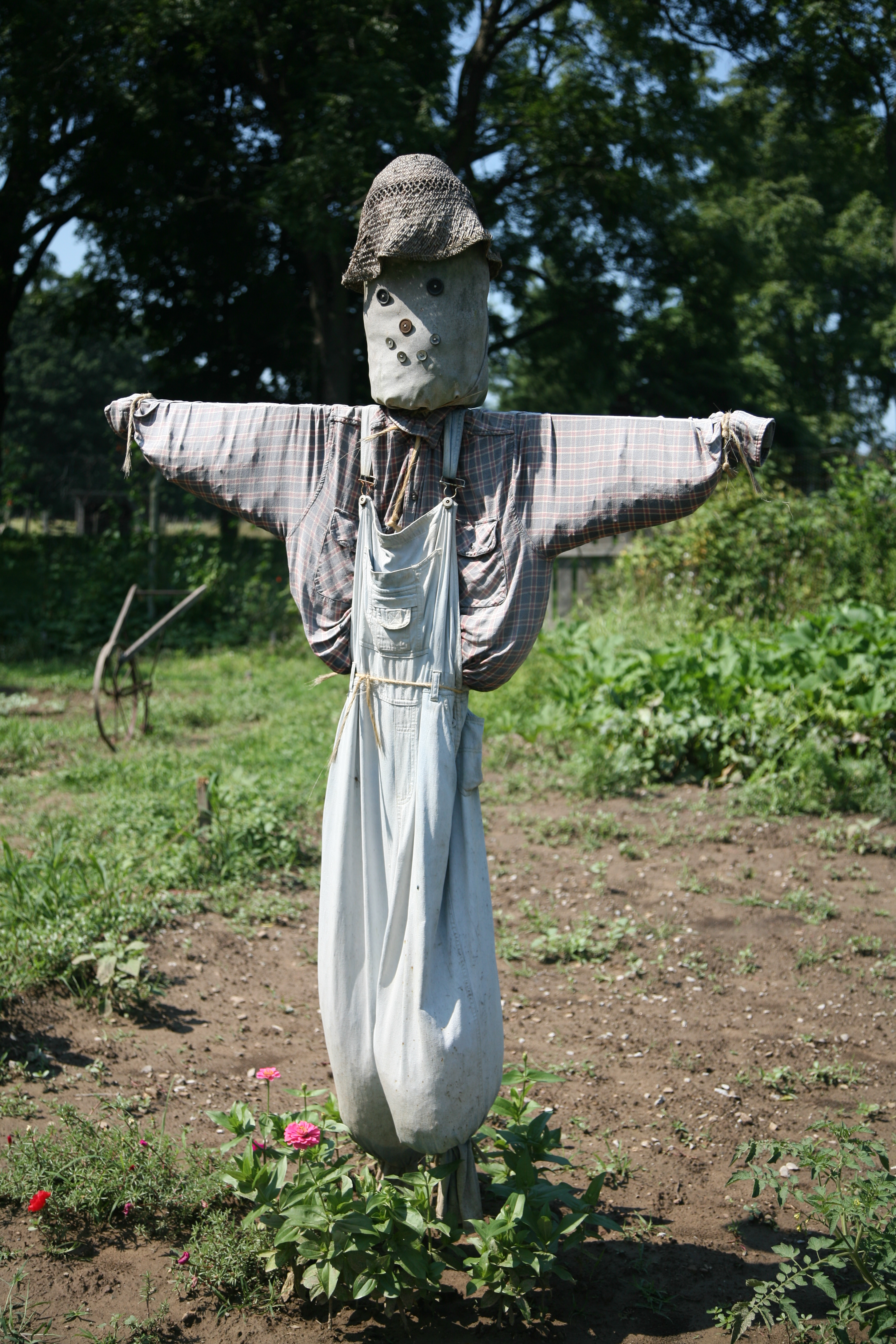
Sperietoare de ciori

Sperietoarea de ciori este un obiect, o momâie, o morișcă etc. care se plasează în câmp pentru a speria și goni păsările dăunătoare culturilor agricole.
În mod tradițional, sperietoarea de ciori este un obiect care imită forma de ființă umană, un fel de manechin, îmbrăcat cu haine largi, pe care le poate flutura vântul, care este folosit pentru a speria și îndepărta păsările din culturile agricole. Cele mai vizate sunt stolurile de ciori, în special cioara de semănătură (Corvus frugilegus) și cioara grivă (Corvus cornix), pentru că se reunesc în grupuri mari și produc pagube însemnate, în special culturilor proaspăt însămânțate.

## Înlocuitori moderni
Sperietorile de ciori tradiționale au o eficacitate temporară. Pentru contracararea atacurilor de corvide, pot fi folosite mai multe metode de dispersare a păsărilor, care se bazează pe mijloace sonore (detonări), vizuale (zmeie, baloane etc.) sau aparate care combină stimuli vizuali și acustici.
În prezent există și alte dispozitive create special pentru alungarea păsărilor de pe culturile agricole. De exemplu, pistoale pe bază de propan care produc zgomote sau panouri care reflectă razele solare. 

## Sperietorile de ciori în literatură și film
- Sperietorile de ciori sunt subiectele multor lucrări din literatura americană a secolului al XIX-lea. Una dintre cele mai semnificative lucrări este Vrăjitorul din Oz de Lyman Frank Baum, unde o sperietoare de ciori face parte dintre protagoniști și care încearcă să ajungă la vrăjitor pentru a dobândi creier. Pe baza acestei opere literare a fost creat în 1939 filmul Vrăjitorul din Oz, regizat de Ray Bolger.
- Există un personaj numit Sperietoare de ciori în benzile desenate, editate de DC Comics. Acesta este un personaj negativ al poveștilor cu Batman. Numele real al personajului este Jonathan Crane și este inventatorul unui gaz care provoacă victimelor halucinații legate de cele mai mari temeri ale lor. În filmul Batman - Începuturi, personajul este interpretat de către Cillian Murphy.
- Sperietoare de ciori  este porecla vicarului Doctor Syn, care se ocupa cu contrabanda într-una din seriile de nuvele ale lui Russell Thorndike.
- În serialul de televiziune Supernatural, o sperietoare de ciori era însărcinată cu uciderea jertfelor pe care oamenii le aduceau unui zeu păgân, un vanir care în schimb le oferea recolte îmbelșugate.
- Jack Skellington, protagonistul filmului Coşmarul din Ajunul Crăciunului, regizat de Tim Burton, este deghizat în sperietoare de ciori.
- Sperietoare de ciori (Espantapájaros), este o culegere de mici opere literare scrise de argentinianul Oliverio Girondo și publicate prima dată în anul 1932.

## Legături externe

### Imagini
- en Photo of a crow trap in Australia
- en A typical English scarecrow made of discarded clothing

### Istorie
- en Scarecrows historically speaking
- en The History of Scarecrows